# Sala dos Capelos

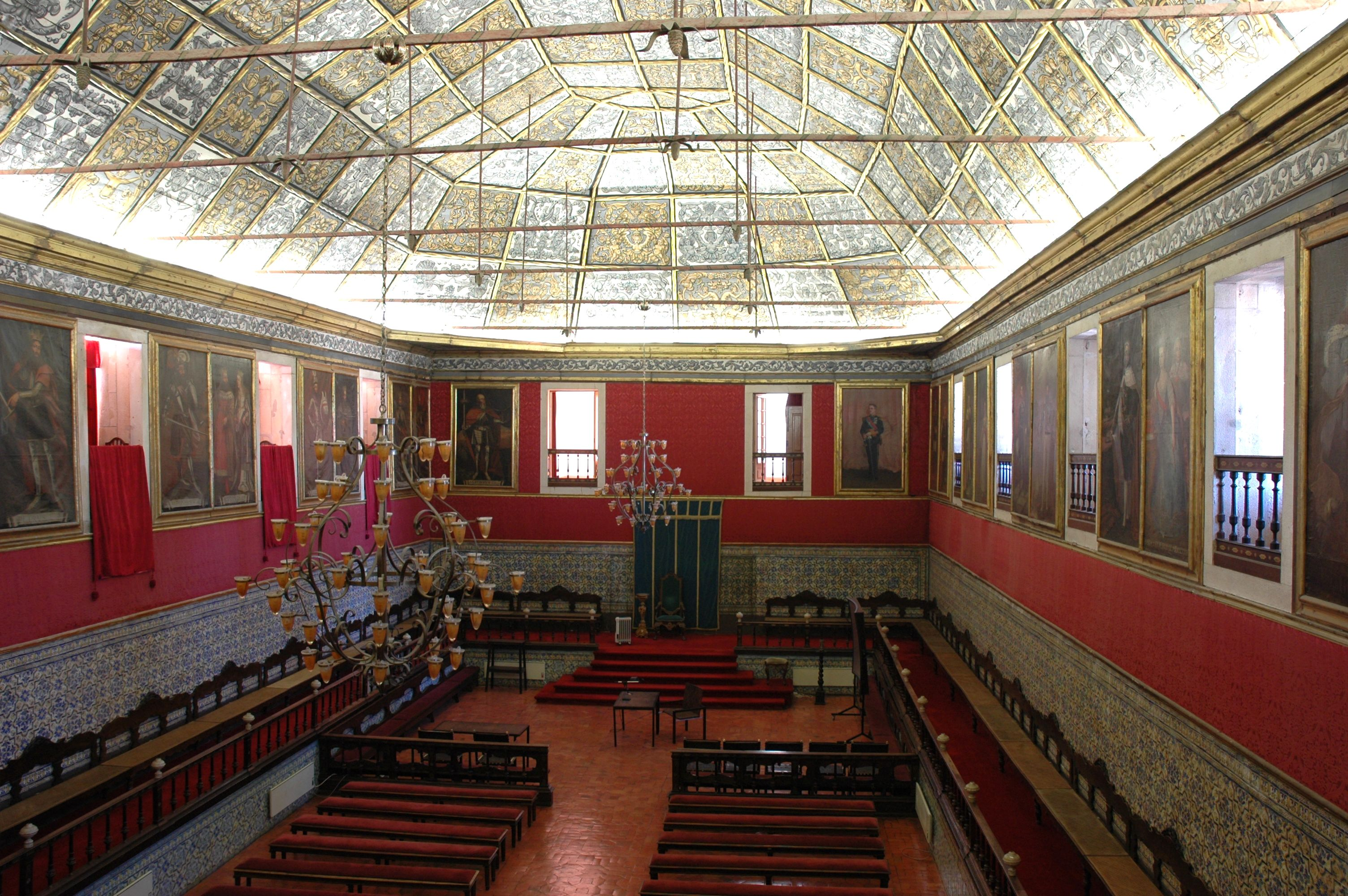
Sala dos Capelos

A Sala dos Capelos, ou Sala Grande dos Actos, é a principal sala da Universidade de Coimbra, local de realização das cerimónias académicas solenes, como os doutoramentos solenes, doutoramentos honoris causa, a investidura do reitor e as sessões de abertura solene das aulas. Tem em anexo a Sala do Exame Privado e a Sala das Armas. Situada do Paço das Escolas, a actual configuração da sala data de 1639, tendo sido obra do arquitecto António Tavares.

## Historial e descrição
Antes da instalação definitiva da Universidade no antigo Paço Real de Coimbra e da sua transformação em Paço das Escolas, a actual Sala dos Capelos foi Sala do Trono, e onde se deu a aclamação de D. João I de Portugal como Rei. Quando partir de 1544 aquele palácio aglutinou todas as Faculdades da Universidade de Coimbra, a qual se instalara definitivamente na cidade em 1537, a antiga Sala do Trono passou a ser usada para as mais importantes cerimónias da vida académica.
Reconhecendo a necessidade de adaptar a sala ao novo uso, a sua remodelação foi executada em 1639, por António Tavares, quando era reitor D. Manuel de Saldanha (1639-1659). A estrutura resultante dessa remodelação mantém-se com poucas alterações.
A Sala dos Capelos encerra uma excelente galeria de retratos a óleo dos reis de Portugal, intercalados entre as janelas. Os dezoito quadros que representam os reis que antecedem D. João IV de Portugal foram pintados em Lisboa, entre 1655 e 1656, pelo pintor Carlos Falch. Os retratos de D. João IV, D. Pedro IV, D. Maria II e D. Pedro V, foram pintados por João Baptista Ribeiro (1790-1868). O retrato de D. Luís I de Portugal, pintado em 1862, foi executado por José Rodrigues, enquanto o retrato de D. Carlos I de Portugal, pintado em 1899, foi feito por Leopoldo Battistini. O último monarca retratado, D. Manuel II de Portugal, foi pintado em 1908 por Leopoldo Battistini e esteve depositado no Museu Machado de Castro, por ordem da Direcção Geral da Instrução Pública enviada à Universidade em 1913. O tecto da sala, obra do pintor portuense Jacinto Pereira da Costa, especialista em brutescos, foi pintado em 1655 com impressionante largueza, constituindo um das melhores peças do tipo.
A Sala dos Capelos acolheu actividades da academia ligadas à política e à cultura, como os célebres "outeiros", e múltiplas reuniões conferências e sessões solenes.
A Sala dos Capelos tem anexas a Sala do Exame Privado e a Sala das Armas. A Sala do Exame Privado fazia parte integrante da ala real do Paço Real, tendo sido câmara real, local onde o monarca pernoitava. Naquela sala realizou-se a primeira reunião entre o reitor D. Garcia de Almeida e os lentes da Universidade, no dia 13 de Outubro de 1537, data da transferência definitiva para Coimbra. A Sala das Armas também integrava a ala real do antigo Paço e actualmente acolhe a panóplia das armas (alabardas) da antiga Guarda Real Académica, utilizadas pelos archeiros nas cerimónias académicas solenes.